# ويليام شيرمان جينينغز
ويليام شيرمان جينينغز (بالإنجليزية: William Sherman Jennings) هو محامي ودبلوماسي وسياسي أمريكي، ولد في 24 مارس 1863 في والنوت هيل في الولايات المتحدة، وتوفي في 27 فبراير 1920 في سانت أوغسطين في الولايات المتحدة. حزبياً، نشط في الحزب الديمقراطي. وقد انتخب حاكم ولاية فلوريدا ‏ (8 يناير 1901 – 3 يناير 1905) وانتخب عضو مجلس نواب فلوريدا.